# Off the Deep End
Off The Deep End è il settimo album in studio di "Weird Al" Yankovic pubblicato nel 1992.

## Descrizione
Registrato tra il giugno 1990 e il gennaio 1992, l'album veniva dopo l'insuccesso della colonna sonora del film UHF del 1989 di Yankovic. Il primo singolo estratto da Off the Deep End, Smells Like Nirvana, aiutò a rivitalizzare la carriera di Yankovic dopo la lunga pausa dal suo ultimo successo Fat del 1988.
Lo stile musicale di Off the Deep End è costruito sulle parodie di canzoni pop e rock della fine degli anni ottanta e inizio novanta, incluso il nascente movimento grunge. Metà delle tracce sull'album sono parodie di brani di Nirvana, MC Hammer, New Kids on the Block, Gerardo e Milli Vanilli. L'altra metà è costituita da materiale originale, sempre in stile "parodistico" e umoristico, o come imitazione musicale di artisti esistenti (tipo Beach Boys, James Taylor e Jan and Dean).
Off the Deep End fu accolto da recensioni principalmente positive e raggiunse la posizione numero 17 nella classifica statunitense Billboard 200. L'album inoltre produsse uno dei singoli di maggior successo della carriera di Yankovic, Smells Like Nirvana, parodia della celebre Smells Like Teen Spirit dei Nirvana, che raggiunse la posizione numero 35 nella Billboard Hot 100. Il singolo fu il secondo grosso successo da classifica per Yankovic, dopo Eat It, pubblicato nel 1984. Anche la copertina del disco stesso è una parodia di quella dell'album Nevermind dei Nirvana. L'originale aveva un bambino nudo nell'acqua con una banconota da un dollaro infilata su un amo da pesca; Yankovic sostituì il bambino con se stesso e la banconota da un dollaro con una ciambella. Off the Deep End è stato il quarto disco d'oro di Yankovic e ha ottenuto la certificazione di platino per vendite di oltre un milione di copie negli Stati Uniti. Inoltre, nel 1993 l'album è stato nominato per un Grammy Award nella categoria Best Comedy Recording.

## Tracce
1. Smells Like Nirvana (parodia di Smells Like Teen Spirit, dei Nirvana) - 3:42
2. Trigger Happy - 3:46
3. I Can't Watch This (parodia di U Can't Touch This, di MC Hammer) - 3:31
4. Polka Your Eyes Out - 3:50
5. I Was Only Kidding - 3:31
6. The White Stuff (parodia di You Got It (The Right Stuff), dei New Kids on the Block) - 2:43
7. When I Was Your Age - 4:35
8. Taco Grande (parodia di Rico Suave, di Gerardo) - 3:44
9. Airline Amy - 3:50
10. The Plumbing Song (parodia di Baby Don't Forget My Number, dei Milli Vanilli) - 4:05
11. You Don't Love Me Anymore - 4:00

- Nel brano You Don't Love Me Anymore sono presenti dieci minuti di silenzio (4:00 - 14:00), dopodiché inizia la ghost track Bite Me (14:00 - 14:06).

## Musicisti
- "Weird Al" Yankovic - fisarmonica, tastiera, cantante
- Brad Buxer - sintetizzatore
- Alisa Curran - coro
- Jim Haas - coro
- Steve Jay - basso, coro
- Tommy Johnson - tuba
- Jon Joyce - coro
- Warren Luening - tromba
- Cheech Marin - cantante in Taco Grande
- Joel Peskin -clarinetto
- Jon "Bermuda" Schwartz - batteria, percussioni
- Julia Waters - coro
- Jim West - chitarra, banjo, coro
- Jerry Withman - coro